# Aleosan, Cotabato

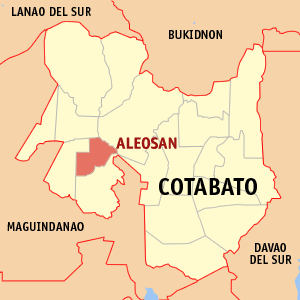
Bản đồ của Cotabato với vị trí của Aleosan

Aleosan là một đô thị hạng 4 ở tỉnh Cotabato, Philippines. Theo điều tra dân số năm 2000, đô thị này có dân số 26.164 người trong 4.950 hộ.

## Các đơn vị hành chính
Aleosan được chia thành 19 barangay.
| - Bagolibas - Cawilihan - Dualing - Dunguan - Katalicanan - Lawili - Lower Mingading - Luanan - Malapang - New Leon | - New Panay - Pagangan - Palacat - Pentil - San Mateo - Santa Cruz - Tapodoc - Tomado - Upper Mingading |